# Мечеть Абу-ль-Аббаса аль-Мурси
Мече́ть Абу́-ль-Абба́са аль-Мурси (араб. جامع أبو العباس المرسي‎) — известная мечеть в Александрии (Египет), которая посвящена александрийскому святому суфию Абуль-Аббасу аль-Мурси. Расположена в александрийском районе Бахри.

## История
Мечеть построена в 1307 году мусульманским проповедником над могилой суфийского шейха Абуль-Аббаса аль-Мурси, недалеко от форта Кайт Бей. Рядом похоронены члены семьи Ашраф. Первоначально это было небольшое здание с одним минаретом, а могила  размещалась под куполом. Очень быстро мечеть приобрела популярность среди совершавших хадж мусульман, путешествующих из стран северной Африки в Мекку через Александрию.